# 欧洲之线巴士
欧洲之线巴士（Eurolines）是一家长途大巴公司，也称欧洲城际公交车，其提供跨国大巴线路，连接600多个目的地，包括整个欧洲和摩洛哥。欧洲之线巴士于1985年创立，其前身欧洲巴士（Europabus）由Union des Services Routiers des Chemins de Fer Européens（URF）在1951年创立。